# Округ Стракоњице
Округ Стракоњице (чеш. Okres Strakonice) је округ у Јужночешком крају, у Чешкој Републици. Административно средиште округа је град Стракоњице.

## Становништво
Према подацима о броју становника из 2012. године округ је имао 70.765 становника.